# Skate punk
Skate punk (również skatepunk, sk8 punk, skate-thrash lub skate-core) – styl muzyczny pochodzący z USA. Wywodzi się on z hardcore punka, człon „skate” nawiązuje do jazdy na deskorolce, gdyż ten rodzaj muzyki był jednym z ulubionych gatunków muzycznych wśród skaterów. W latach 80. muzyka hardcore'owych zespołów takich jak Black Flag czy Circle Jerks była bardzo popularna w środowisku skaterów. Za jedne z pierwszych skatepunkowych zespołów uważa się JFA, Agent Orange i Big Boys. Skaterzy grający w punkowych zespołach w wielu swoich tekstach opowiadali o swojej miłości – desce. Tę tematykę znajdziemy chociażby w utworach zespołów: Free Beer czy Los Olvidados. Wiele z tych zespołów pojawiało się regularnie na łamach Thrashera – czasopisma o deskorolce, które przyczyniło się do rozwoju skatepunkowej sceny muzycznej. Thrasher wydał wiele kaset wideo, z popisami najlepszych skaterów, wykorzystując do nagrania ścieżki dźwiękowej skatepunkowe zespoły.
Zespoły skatepunkowe grały z agresją, kojarzoną z muzyką hardcorową, ale używały przy tym zupełnie innych tematów muzycznych. W czasach gdy powstawał ten gatunek, jazda na deskorolce była uważana za zjawisko subkulturowe, marginalne (podobnie jak surfing, z którego jazda na deskorolce się wywodzi). Ten wizerunek wpływał też na postrzeganie muzyki skatepunkowej przez młodych ludzi jako muzyki wyjątkowej i alternatywnej. Często zespoły skatepunkowe, np. JFA, śpiewały w swoich piosenkach o problemach z policją. Zespoły z „hardcorowej” sceny, z Oxnard w Kalifornii, takie jak Dr. Know, Agression, Scared Straight, Ill Repute, The Offspring, NOFX czy AFI (wczesna twórczość) są kontynuatorami tego gatunku.
Znany skateboarder z lat 70., Duane Peters, swoją przygodę ze skatepunkiem rozpoczął dzięki deskorolce. To on stworzył dwa skatepunkowe zespoły: U.S. Bombs, a później The Hunns (znane też jako Duane Peters and the Hunns).
Inne grupy muzyczne związane z subkulturą deskorolkową to: Common Enemy, Suicidal Tendencies, Minor Threat, Rancid, Lagwagon, Glue Gun, Millencolin, Pennywise, No Use For A Name i popularny japoński zespół HI-Standard. W promocji tych zespołów ważną rolę odegrał festiwal muzyczny VANS Warped Tour, przyczyniając się tym samym do rozwoju skatepunka.